# Bunny Marthy
Bunny Marthy (род. 6 декабря 1993) — польская порноактриса, порнопродюсер и генеральный директор Yeabunny. Bunny начала свою карьеру с польских веб-сайтов, но не прошло и четырех лет стриминга, как она переключилась на иностранный (Chaturbate).
В 2020 году она выиграла премию XBIZ Award в номинации «Женская фотомодель года», она является первой польской актрисой, получившей этот титул.

## Карьера
В 2019 году Bunny основала свою собственную компанию Yeabunny, которая была создана для продажи порнографических фильмов с участием Мэдди, а также с ее друзьями/партнерами. Yeabunny также позволяет заказывать специальные фотографии или видео по запросу.
В 2020 году Bunny объявила, что открывает новую платформу Fanbea. Fanbea — платформа, которая соединяет знаменитостей с их подписчиками и позволяет им увеличивать свой заработок.

## Другие медиа
Bunny ведет свои социальные сети (Twitter и Instagram), также имеет аккаунт на Pornhub, Youtube, где она выпускает ASMR видео.
Bunny также ведет свой блог на польском языке (на сайте Swiatcamgirl) и на английском (на сайте Yeabunny). Она пишет о работе эротической видеочатчицей, проверяет обзоры секс-игрушек, а также о ведении бизнеса.
Воспользовавшись пандемией коронавируса, в 2020 году она опубликовала серию записей в своем блоге Swiatcamgirl о том, как это влияет на рынок порнографии. За ее аккаунтом в Chaturbate следит более 300000 человек.
В 2020 году она записала песню «Gimme a Tip» для конкурса.
В октябре 2022 году в своём Instagram-аккаунте она поделилась фотографией, на которой она изображена в маркерах, используемых во время сеансов захвата движений, используемых для анимации персонажей в играх. На заднем плане можно увидеть табличку с автографами создателей The Witcher 3. Спустя время пост был удалён. В январе 2023 CD Project Red в интервью польскому порталу Instalki сообщили, что никогда не сотрудничали с актрисой, да и сама фотография была сделана не на их MoCap-студии.

## Награды и номинации
| Год  | Награда    | Категория                      | Результат        |
| ---- | ---------- | ------------------------------ | ---------------- |
| 2020 | XBIZ Award | Фотомодель года                | Победа           |
| 2020 | Chaturbate | Видеоконкурс Chaturbate        | Победа (5 место) |
| 2020 | Chaturbate | Музыкальный конкурс Chaturbate | Участие          |